# Louis Dreyfus Company
Louis Dreyfus Company B.V. (LDC) eller Louis-Dreyfus Group er en nederlandsk handelsvirksomhed, der er involveret i handel og bearbejdning af jordbrugsprodukter, som kornprodukter, vegetabilske olier og ingredienser. De driver også handel med metaller.